# Erythrocles acarina
Erythrocles acarina is een straalvinnige vissensoort uit de familie van emmelichtiden (Emmelichthyidae). De wetenschappelijke naam van de soort is voor het eerst geldig gepubliceerd in 1974 door Kotthaus.